# George Edmund Badger
George Edmund Badger, född 17 april 1795 i New Bern, North Carolina, död 11 maj 1866 i Raleigh, North Carolina, var en amerikansk politiker (whig). Han tjänstgjorde som USA:s marinminister från mars till september 1841. Han representerade delstaten North Carolina i USA:s senat 1846–1855.
Badger studerade vid Yale College. Han inledde 1814 sin karriär som advokat i New Bern och tjänstgjorde som domare 1820–1825. President William Henry Harrison utnämnde 1841 Badger till marinminister. Harrison avled sedan i ämbetet och Badger fortsatte i några månader som minister under John Tyler. Badger efterträddes som marinminister av Abel P. Upshur.
Senator William Henry Haywood avgick 1846 och efterträddes av Badger. Han efterträddes i sin tur 1855 som senator av Asa Biggs.
Badger avled 1866 och gravsattes på Oakwood Cemetery i Raleigh.